# Gare de Campo dell’Oro
Gare de Campo dell'Oro vasútállomás Franciaországban, Ajaccio településen.

## Vasútvonalak
Az állomást az alábbi vasútvonalak érintik:
- Bastia-Ajaccio-vasútvonal

## Kapcsolódó állomások
A vasútállomáshoz az alábbi állomások vannak a legközelebb:
- train stop Ricanto / Ricantu
- Effrico